# Tioglucosidasi
La tioglucosidasi è un enzima numero EC 3.2.1.147 appartenente alla classe delle idrolasi, che catalizza la seguente reazione di idrolisi:
un tioglucoside + H2O ⇄ uno zucchero + un tiolo